# Акон (Ер)
Акон (фр. Acon) насеље је и општина у северној Француској у региону Горња Нормандија, у департману Ер која припада префектури Евре.
По подацима из 2011. године у општини је живело 473 становника, а густина насељености је износила 51,64 становника/km². Општина се простире на површини од 9,16 km². Налази се на средњој надморској висини од 174 метара (максималној 179 m, а минималној 115 m).

## Демографија
| 1962. | 1968. | 1975. | 1982. | 1990. | 1999. | 2011. |
| ----- | ----- | ----- | ----- | ----- | ----- | ----- |
| 237   | 289   | 250   | 317   | 356   | 407   | 473   |

График промене броја становника у току последњих година